# Trebelliano
Trebelliano (fl. anni 260) è stato un usurpatore dell'Impero romano contro l'imperatore Gallieno.
È incluso nella lista dei Trenta Tiranni della Historia Augusta, ma gli storici moderni ritengono che sia un personaggio inventato dall'autore dell'opera.
Secondo la Historia, Trebelliano fu un predone che regnò sui Cilici e che chiamava la propria fortezza, posta nella parte più interna tra le montagne dell'Isauria, "Palatium", come il palazzo imperiale sul Palatino a Roma. Avrebbe creato una zecca e si sarebbe arrogato il titolo di imperatore romano. Quando però fu tentato di lasciare la propria fortezza e raggiungere la pianura, fu affrontato ed ucciso dall'egiziano Causisoleo, dux Gallieni ("generale di Gallieno"), oltre che fratello di quell'Aurelio Teodoto che aveva sconfitto Mussio Emiliano. A quel punto gli Isauri si arresero a Gallieno, per timore che lo stesso potesse infierire contro di loro dopo la morte del loro comandante.
Trebelliano è citato da Eutropio, ma questa citazione è comunemente considerata un'interpolazione successiva, o un errore per Regaliano, nel qual caso l'autore della Historia si sarebbe ispirato a questo brano per la biografia di Trebelliano.